# Sphaeriestes castaneus
Sphaeriestes castaneus is een keversoort uit de familie platsnuitkevers (Salpingidae). De wetenschappelijke naam van de soort werd in 1796 gepubliceerd door Georg Wolfgang Franz Panzer.